# Helcystogramma arulensis
Helcystogramma arulensis is een vlinder uit de familie tastermotten (Gelechiidae). De wetenschappelijke naam is voor het eerst geldig gepubliceerd in 1929 door Rebel.
De soort komt voor in Europa.